# Mumpferflue
Die Mumpferflue (auch Mumpfer Flue) ist ein 510,7 m ü. M. hoher Hügel zwischen Mumpf, Stein und Obermumpf im Bezirk Rheinfelden im Kanton Aargau und fällt nördlich steil zum Rhein hin ab. Südöstlich geht er unmittelbar in ein Hochplateau des Tafeljuras über. Auf der Mumpferfluh befinden sich auch die archäologischen Überreste einer befestigten Siedlungsstelle mit Abschnittsgräben (unter kantonalem Schutz KGS-Nr.: 15647). Die komplette Hügelspitze befindet sich auf Obermumpfer Boden.

## Aussichtsturm auf der Mumpferflue

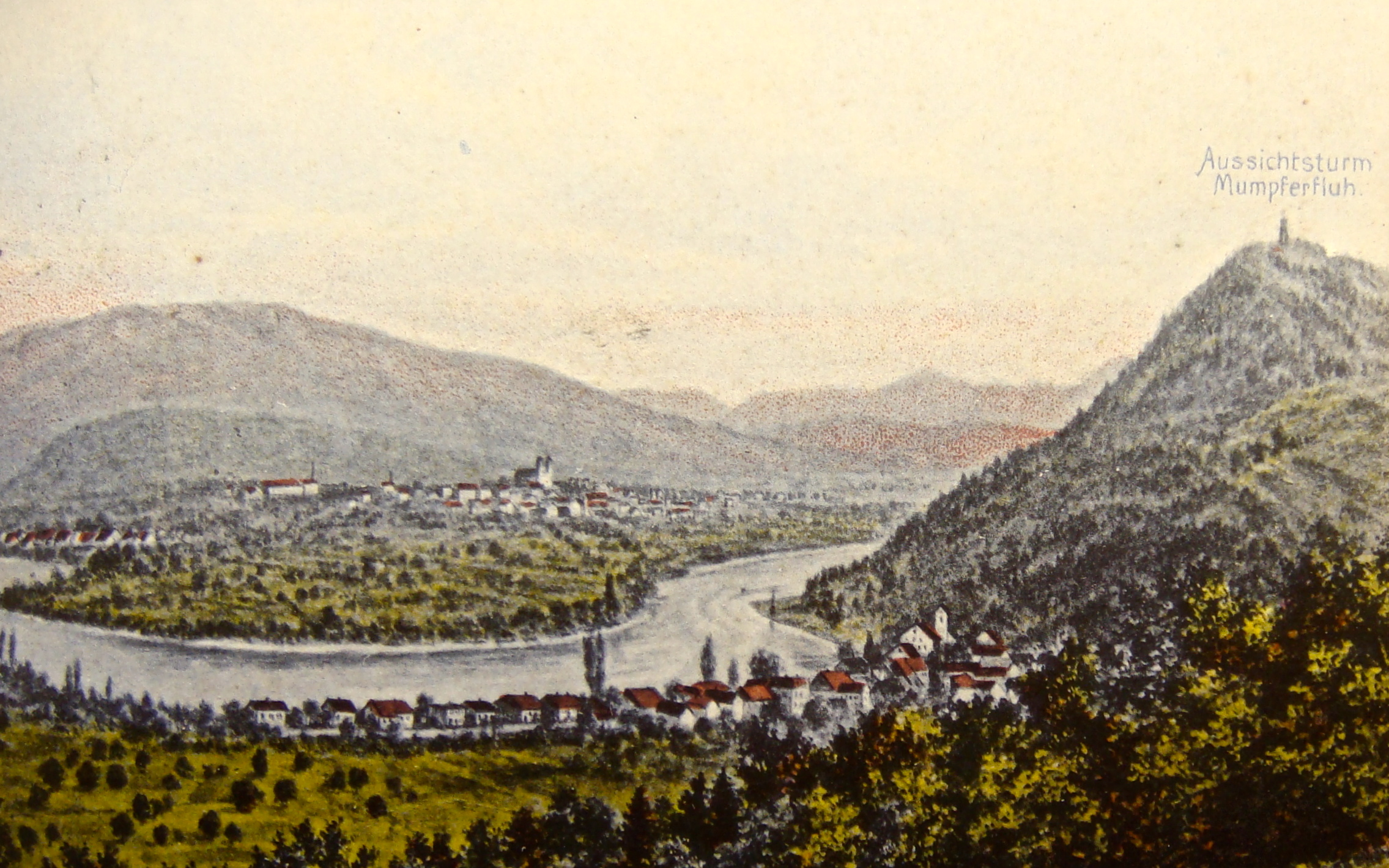
Aussichtsturm Mumpferflue auf einer kolorierten Postkarte von 1905

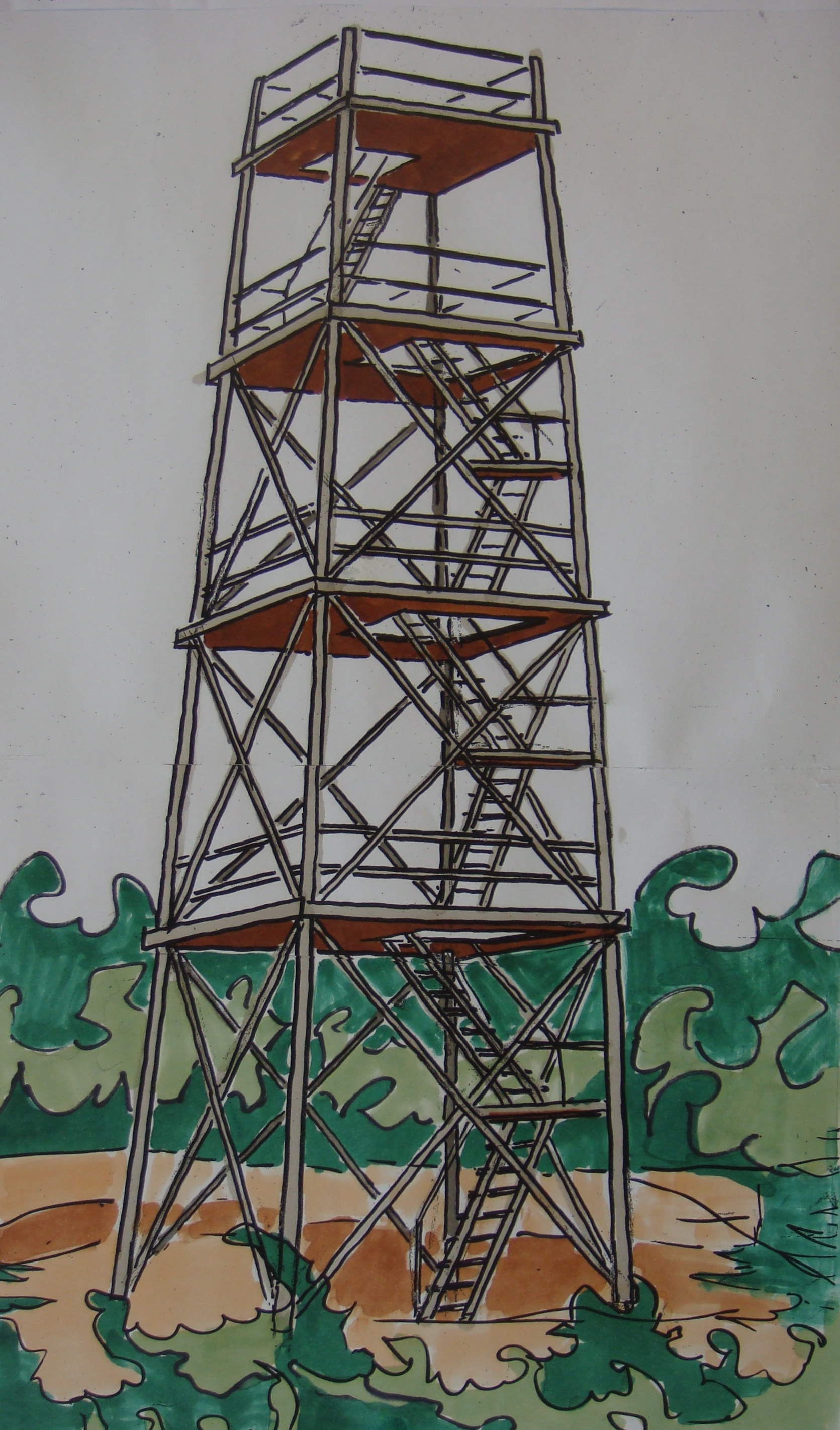
Aussichtsturm Mumpferflue, gezeichnet nach den Angaben im Staatsarchiv Aargau

Der Aussichtsturm auf der Mumpferflue war ein Beobachtungsturm, der anfangs 20. Jahrhundert bestand. Er befand sich über dem senkrecht abfallenden Nordhang der Mumpferflue östlich vom Dorf Mumpf, rund 30 Kilometer östlich von Basel. Von dieser Fluh kann man das Fridolinsmünster in Bad Säckingen, die Rheinbögen und von Waldshut bis zu den Hochbauten der Stadt Basel sehen.

### Geschichte
Die Mumpferflue war schon lange an Sonn- und Feiertagen für die Einheimischen und die Kurgäste der Solebäder in Mumpf ein begehrtes Ausflugsziel. So bestand 1880 gemäss Gemeinderatsprotokollen von Obermumpf eine Waldwirtschaft, betrieben durch den Pintwirt Adolf Stocker.
Auf Postkarten ab 1905 ist der Aussichtsturm zu sehen. Das Plateau der Mumpferflue muss lichtes Gehölz aufgewiesen haben, fast buschmässig, dort, wo heute hoher Mischwald anzutreffen ist. Der Turm überragt auf den Postkarten die Hölzer markant.
Der 18 Meter hohe Turm befand sich in kurzer Distanz östlich vor dem Holzsteg über den markanten Graben, also knapp neben dem höchsten Punkt der Mumpferflue.
Erbauer des Turmes war Amanz Meier, Wirt vom Jägerstübli in der benachbarten Gemeinde Stein (AG). Er schrieb am 8. Juni 1905 dem Regierungsrat, er habe einen hölzernen Aussichtsturm erstellt, der jeweils am Sonntag für 20 Rappen Eintritt bestiegen werden könne. Er bat den Regierungsrat um Überprüfung der Sicherheit. Dieser schrieb zurück, man habe zwar das Bauwerk angesehen. Dies bedeute aber keineswegs eine staatliche Genehmigung des Bauwerkes und, dass hiermit jede Verantwortung für die Benutzung des Aussichtsturmes abgelehnt werden müsse. Zwei Besichtigungen fanden statt, zuerst durch den Kreisingenieur Herzog am 25. Juni 1905, dann durch den Adjunkten Wipf des kantonalen Hochbaumeisters am 15. Juli 1905. Aus ihren Berichten ergibt sich ein detailliertes Bild des Aussichtsturmes auf der Fluh.
Herzog schrieb: "Der Turm ist aus rohem Tannen-Rundholz construiert. Die vier Eckständer bestehen aus ganzen Tannenstämmen von ca. 20 cm mittlerem Durchmesser, die ca. 2 Meter tief in den natürlichen Boden eingegraben sind. An seiner Basis bildet der Turm ein quadratisches Viereck von 4.50, an der Spitze ein solches von 3.00 m Seitenlänge. Der Turm hat 4 Etagen von 5.50, 4.50, 4.50 und 3.50 m, zusammen also 18.00 m Höhe. Die unteren 3 Etagen sind mit je 2 hölzernen Treppen unter sich verbunden; die oberste Etage hat nur noch eine Treppe. Die Traversen der einzelnen Etagen sind mit den Ständern durch starke Eisenschrauben verbunden, die Streben jedoch nur genagelt. Treppen und Podeste sind mit doppelten Lehnen aus schwächerem Rundholz versehen. Letztere Schutzvorkehren erscheinen als gering und unsicher. Auch die Krönung des Turmes (oberster Aussichtspunkt) bedarf zur Sicherung des Publikums einer etwas besseren und solideren Einzäunung."
Adjunkt Wipf ergänzte: "Es sollten nicht mehr als 10 Personen auf einmal den Turm besteigen. Er übte auch Kritik an einzelnen Konstruktions- und Bauvorrichtungen. Der Turm mache den Eindruck eines Provisoriums. Die Haupteckständer seien schwach bemessen und die Holzdicke der Böden sei zu knapp."
In den Akten "Bauwesen 1803–1934" im Staatsarchiv des Kantons Aargau sind weitere Einzelheiten zu erfahren.
Der Ornithologe Wilhelm Schuster (1880 bis 1942) schrieb nach 1905 den Aufsatz Die Mumpfer Fluh. Er behandelte darin geologische, botanische und historische Bereiche der Mumpferflue und erwähnte dabei den Holzturm.
Ein heftiger Sommersturm liess den Turm im August 1909 zusammenkrachen, ohne dass Menschen zu Schaden kamen.
Zum Aussichtsturm erschienen mehrere Zeitungsbeiträge, so auch zur Eröffnung und zu seinem tragischen Ende 1909 (siehe Galerie).
Weil keine Nahaufnahmen des Aussichtsturms zu finden sind, hat der Mumpfer Architekt Felix Hurt nach den vorhandenen Angaben eine Skizze dazu erstellt.

## Galerie

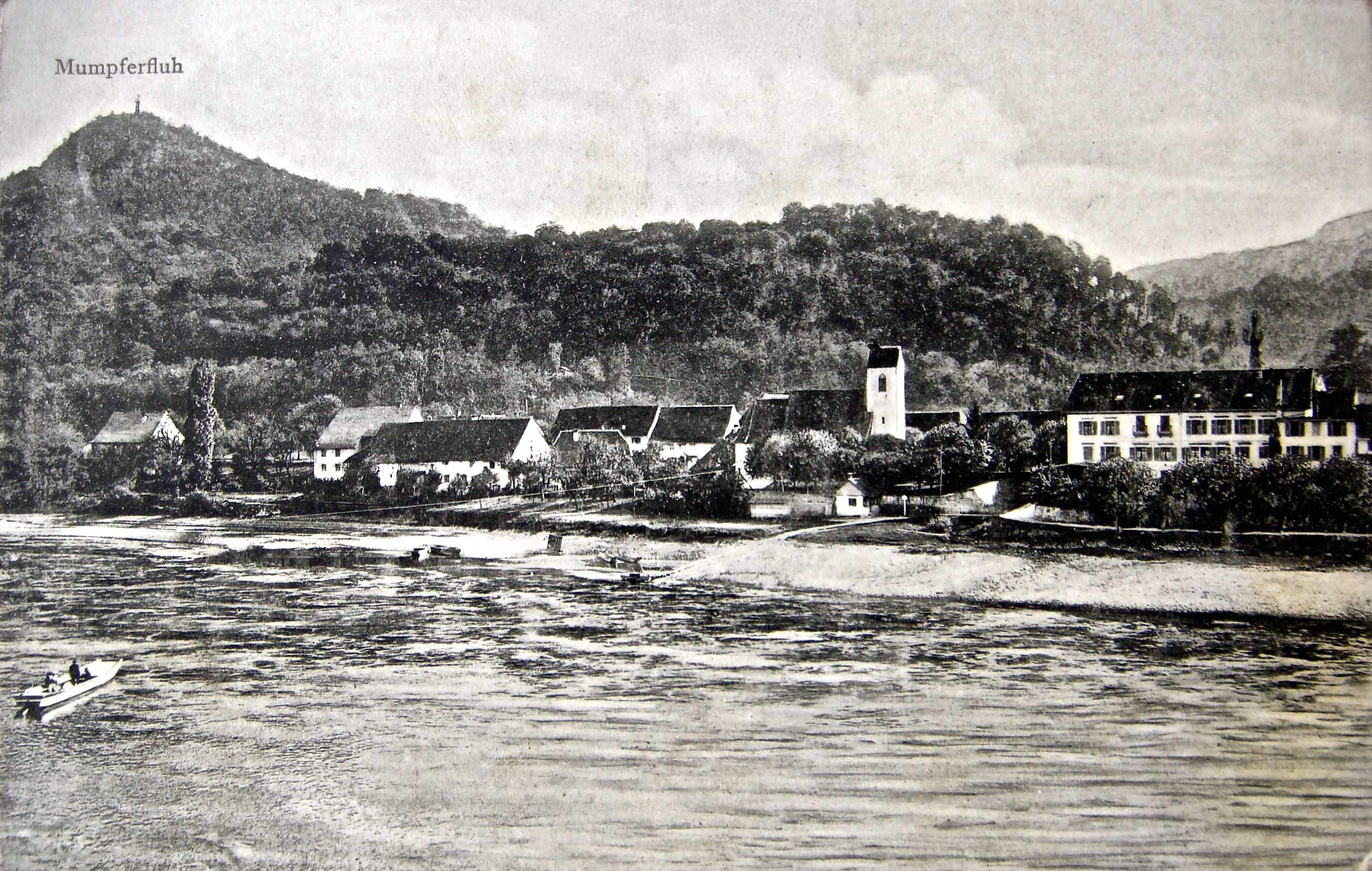
Aussichtsturm Mumpferflue, eingezeichnet auf einer Postkarte von 1905
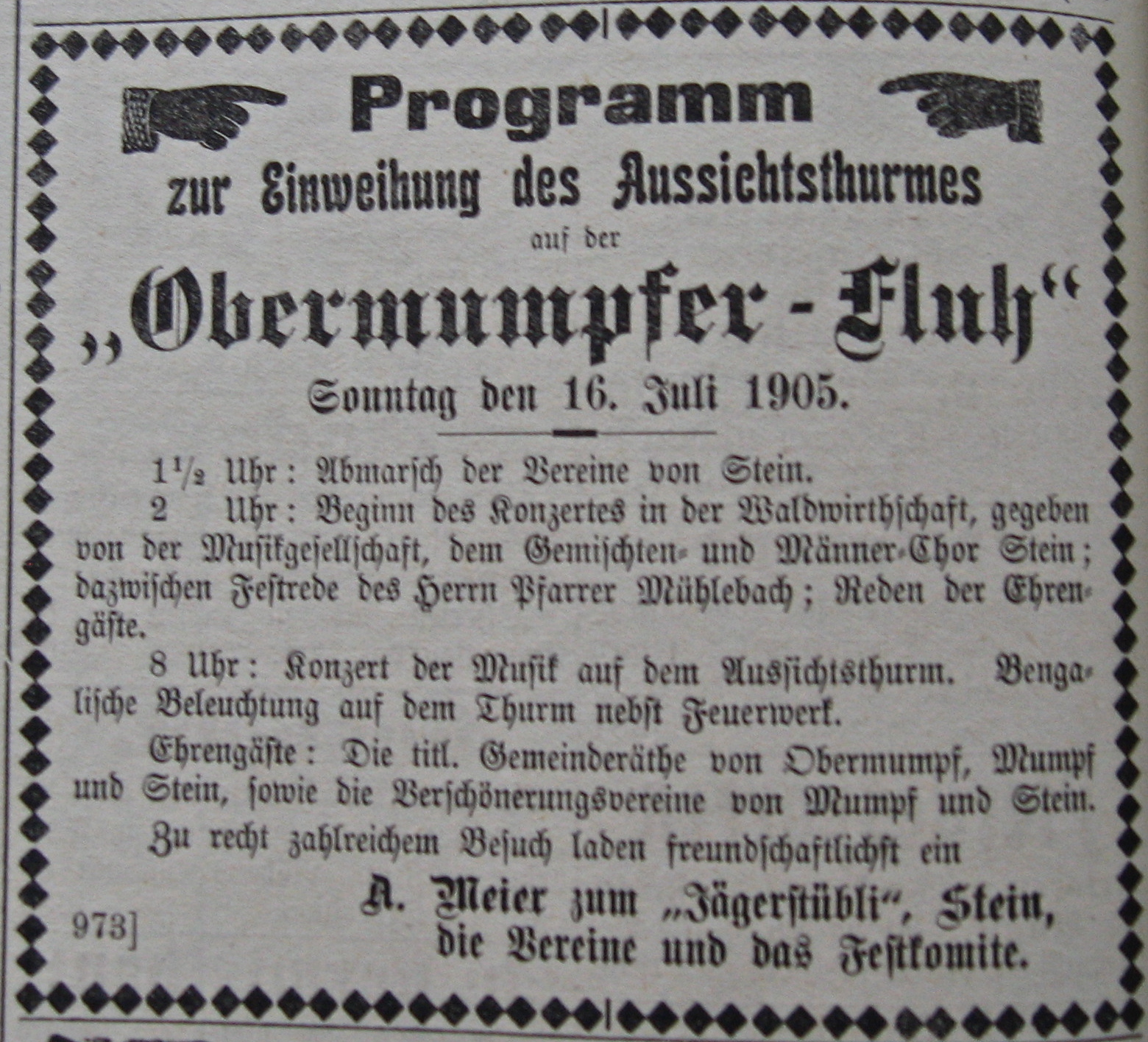
Inserat zur Turmeröffnung in der "Volksstimme aus dem Frickthal" vom 15. Juli 1905
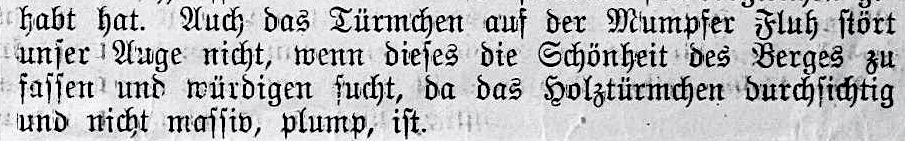
Textauszug aus dem Aufsatz „Die Mumpfer Fluh“ von Wilhelm Schuster
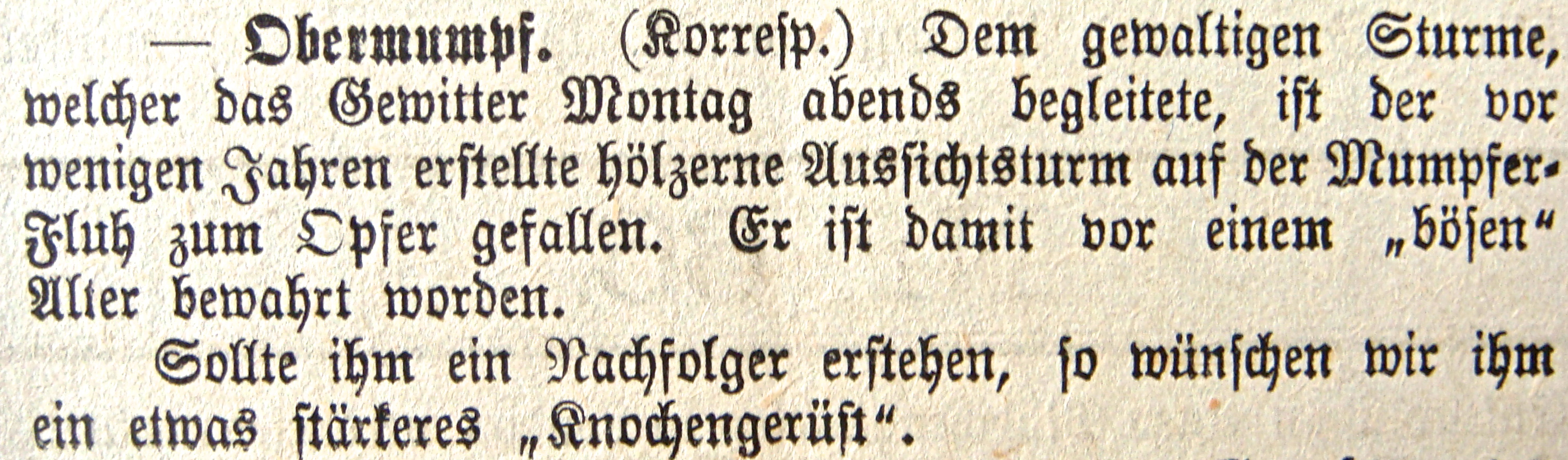
Bericht vom Ende des Aussichtsturms in der "Volksstimme aus dem Frickthal" vom 18. August 1909